# Магаляс Семен
Семен Магаляс (17 травня 1885, м. Винники — 1978, США) — український культурно-освітній і військовий діяч, співорганізатор Державного Секретаріату Військових Справ ЗУНР, сотник Армії УНР, начальник закордонного відділу Головного управління Генерального штабу Дієвої армії УНР, начальник мобілізаційного відділу Головного управління Генерального штабу УНР.

## Життєпис

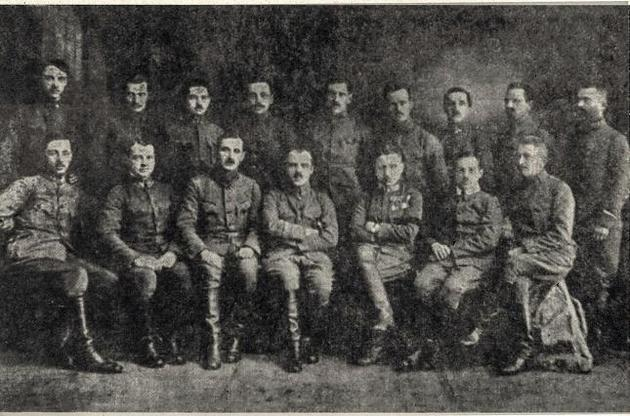
Державний секретаріат військових справ ЗУНР, лютий 1919.
Сидять зліва направо Володимир Бемко, Орест Підляшецький, Петро Бубела, Дмитро Вітовський, Ростислав-Едмунд Білас, Никифор Гірняк, Роман Шипайло.
Стоять зліва направо Нестор Гаморак, Юліан Буцманюк, Теодор Сивак, Гриць Герасимович, Остап Бородієвич, Семен Магаляс, Володимир Тимцюрак, Василь Панчак, Іван Боберський

Українська делегація на переговорах з поляками у Львові 31 липня 1919 року.
Сидять зліва направо: Роман Гузар, Петро Левчук, Петро Ліпко, Семен Магаляс, Петро Мшанецький;
стоять зліва направо: 2-й — Василь Руцький, 4-й — Остап Луцький.

Народився у м. Винники біля Львова. Закінчив юридичний факультет Львівського університету.
Був головою філії «Просвіти», де читав доповіді з історії та літератури, одним з засновників правничого гуртка при Академічній громаді, викладав історію, географію та інші предмети, брав активну участь у житті університетської молоді. Заохочений о. Лежогубським, вступив у члени просвітньо-організаційної комісії при головному управлінні «Просвіти», кожен член її опікувався 4-5 філіями «Просвіти». Разом з Осипом Навроцьким і Матвієм Гадзінським їздив до Відня до Міністерства освіти у справі українського університету у Львові. Якийсь час був представником університетської молоді в Українському Народному Комітеті. За період студентського життя Семен Магаляс разом з Євгеном Коновальцем та Петром Бубелою щонеділі мандрували по міських читальнях «Просвіти» з доповідями і переносною кінокамерою, як її тоді називали — скіоптіконом. Неодноразово бували у Винниках.
У 1908—1909 роках відбув однорічну військову службу в складі 4-го піхотного полку австро-угорської армії (Відень). За дозволом коменданта школи й коменданта полку йому вдалося організувати тут перший курс для неграмотних в австрійській армії, що попри різні зусилля й заходи, ніколи не вдавалося зробити ні УПТ, ні «Просвіті». З 1912 р. — фенрих.
1911 р. засновник і перший керівник при Українському студентському союзі у Львові IV — національно-демократичної секції, після нього в 1912 — весною 1913 р. керував В.Пежанський, третім керівником був Є.Коновалець.
На запрошення д-ра Євгена Олесницького Магаляс розпочав працювати у новозаснованому Крайовому Товаристві «Сільський господар». Як інспектор-організатор він об'їхав майже всі місцевості з українським населенням від Сяну до Збруча. Коли внаслідок переговорів з поляками щодо виборчої реформи до Галицького сейму українці виторгували одне місце в Крайовій управі, тоді д-р Олесницький призначив його на це місце. Через три місяці праці, у зв'язку з мобілізацією в 1914 році, він мусив піти до армії як чотар-резервіст.
З 1914 р. — лейтенант. З 1915 р. — оберлейтенант. Під час війни С. Магаляс помагав цивільному населенню Галичини, Волині. Розпад Австро-Угорщини застав його на Херсонщині.
Дорогою додому 22 листопада 1918 р., вступив до Української Галицької Армії в Тернополі, обіймав посаду муніційного (тобто — патронного) референта Державного секретаріату Військових справ ЗУНР. Тут перебував Військовий Секретаріат, і товариш секретаря військових справ сотник Бубела призначив його на цю посаду. В Галичині не було боєприпасів, тому С. Магаляс, за згодою Головного Отамана С. Петлюри, постачав 100-тисячну Галицьку армію амуніцією і зброєю з Великої України. Коли ж не стало амуніції, неможливо вже було нашій армії вести бойові дії проти ворогів-поляків, тоді наступив драматичний відступ за Збруч.
У червні 1919 р. в складі спільної делегації УГА та Дієвої армії УНР брав участь у переговорах з польською стороною. З 14 липня 1919 р. — молодший старшина оперативного відділу штабу 3-го Галицького корпусу. Свої спогади про перебування в лавах УГА надрукував у збірнику «Українська Галицька Армія: матеріали до історії Української Галицької Армії», том V — Вінніпег, 1976. С. — 59.
1 жовтня 1919 р. перейшов на службу до Дієвої армії УНР на посаду помічника начальника закордонного відділу Головного управління Генерального штабу. З 1 січня 1920 р. — начальник закордонного відділу Головного управління Генерального штабу Дієвої армії УНР. З 3 травня 1920 р. —начальник мобілізаційного відділу Головного управління Генерального штабу УНР.
У лютому 1921 р. повернувся до Львова, став одним із засновників Української військової організації. З лютого 1922 р. — директор канцелярії товариства «Просвіта» Згодом С. Магаляс працював у Кураторії львівського шкільного округу у Львові, у відділі освіти дорослих. Через донос був звільнений, але завдяки професору Кирилу Студинському одержав посаду начальника постачання при Львівській політехніці. 1935 р. видає «Порадник для освітників».
1941 р. після вступу гітлерівських військ до Львова — секретар львівської міської управи (д-р Юрій Полянський — голова). Прилучивши до Львова сусідні села (також Винники) і поділивши місто на 11 дільниць, німці призначили С. Магаляса начальником 4-ї дільниці(1942—1944 рр.).
Відступаючи зі Львова, гітлерівці вивезли його до Кракова, а далі до Німеччини працювати на фабриці. З 1945 р. — на еміграції у Німеччині. З 1949 р. — у США. Помер 1978 р., похований у Нью-Йорку.

## Нагороди
- Воєнний хрест УНР (30.10.1961)[1]

## Вшанування пам'яті
У місті Винниках є вулиця Семена Магаляса.